# Dipanegara (siglo XVIII)
Dipanegara o Diponegoro fue un príncipe javanés, hijo de Pakubuwana I. Fue el primero, durante el reinado de Amangkurat IV de Mataram (1719 - 1727), en adoptar el título de Panembahan Erutjakra. El primer término se refiere es un título político, mientras que el segundo se puede traducir por mesías.
Le fue profetizado, aunque no ocurrió, que dominaría Java, Madura, Patani y Palembang. Durante su vida combatió la presencia Países Bajos holandesa en la isla.